# Ala Dagh
Ālā Dāgh (persiska: آلا داغ) är en bergskedja i Iran.   Den ligger i provinsen Nordkhorasan, i den nordöstra delen av landet, 500 km öster om huvudstaden Teheran.